# Cristina Roccati
Cristina Roccati (ur. około 1732 w Rovigo, zm. w 1797 w Rovigo) – włoska fizyczka, jedna z pierwszych w Europie studentek.

## Życiorys
Pochodziła z zamożnej rodziny szlacheckiej. Wyróżniała się zdolnościami naukowymi i z tego względu w listopadzie 1747 została wyjątkowo immatrykulowana jako studentka logiki (wówczas kobiety nie mogły studiować) na Uniwersytecie Bolońskim, następnie studiowała geometrię i fizykę. Immatrykulację umożliwiła jej także osobista rekomendacja papieża oraz arystokracji bolońskiej. W maju 1751 w uznaniu jej wybitnych zdolności naukowych otrzymała stopień doktora (mając 19 lat była najmłodszym doktorem tej uczelni). Następnie przeniosła się do Padwy, gdzie zajmowała się fizyką Newtona. Przez ostatnie 27 lat życia wykładała fizykę w Instytucie Naukowym w Rovigo; zachowały się manuskrypty jej wykładów.
Immatrykulacja Roccati jako studentki otworzyła innym kobietom możliwość studiowania na uczelniach. Wcześniej od Roccati w 1740 została immatrykulowana Dorothea Erxleben jako studentka medycyny na Uniwersytecie w Halle za pozwoleniem króla Prus Fryderyka II.